# Régime parlementaire
 (octobre 2021).
 (septembre 2016).
Si vous disposez d'ouvrages ou d'articles de référence ou si vous connaissez des sites web de qualité traitant du thème abordé ici, merci de compléter l'article en donnant les références utiles à sa vérifiabilité et en les liant à la section « Notes et références ».
Les régimes parlementaires sont des régimes politiques constitutionnels caractérisés par l’équilibre entre les pouvoirs du cabinet ministériel et ceux du parlement. Le cabinet est politiquement et collectivement responsable devant le parlement ou l'une des chambres du parlement, en contrepartie de quoi le cabinet peut généralement dissoudre le parlement. Le régime présidentiel qui s'en distingue se caractérise au contraire par la séparation des pouvoirs et donc, l’absence de responsabilité du cabinet devant le parlement et de droit de dissolution du parlement par le pouvoir exécutif.

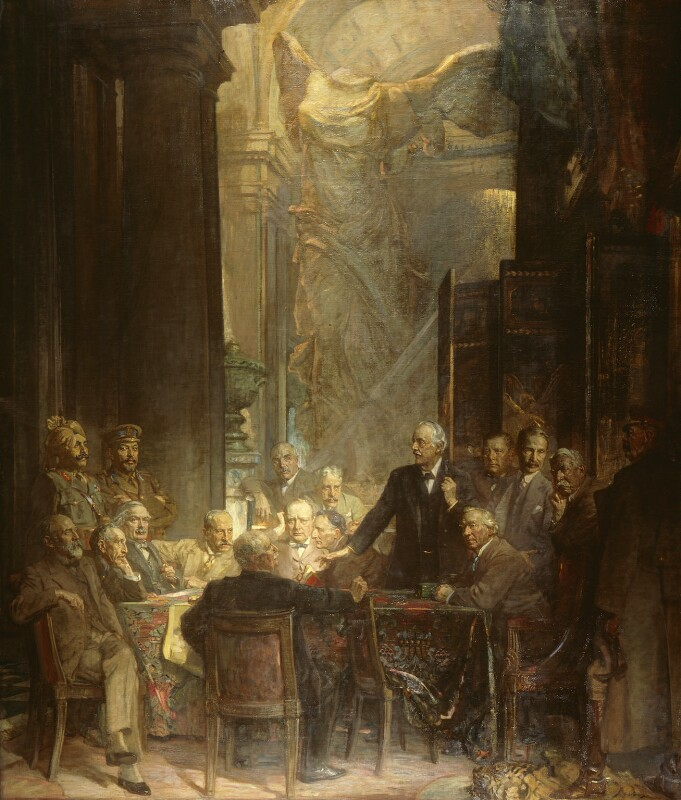
Les MPs du Cabinet de guerre et des partis parlementaires de la Grande Guerre tels qu'imaginés par l'artiste-peintre James Guthrie, dix-sept membres de l'Empire colonial britannique entre autres, debout derrière la table, le Premier ministre sortant Arthur Balfour, l'ancien Premier ministre, devenu chef de l'opposition en 1916 et assis à droite de Balfour, Herbert Asquith, le Premier Lord démissionnaire de l'Amirauté en 1915 sir Winston Churchill, ensoleillé d'un rai quasi prophétique pour mai 1940 ainsi que pour sa propre suite, et cinq chefs d'État des dominions tâchent d'infléchir sur le sort universel de la Première Guerre mondiale. À l'arrière-plan, la Victoire ailée de Samothrace est représentée, veillant sur le groupe d'hommes d'État, comme symbole de la victoire des justes.

## L’origine du système parlementaire

### Cours du royaume de León auXIIesiècle
Les premiers parlements européens dans lesquels participe le tiers état, la bourgeoisie, datent de 1188 : Alphonse IX, roi de León, réunit les 3 états dans les cours de Léon (es) au sein desquelles furent reconnues l’inviolabilité du domicile et du courrier, la nécessité pour le roi de convoquer le parlement pour déclarer la guerre ou faire la paix ; et garantis de nombreux droits individuels et collectifs. Dans les cours de Benavente, en 1202, furent fixés les principes et droits économiques du royaume de León et de ses habitants.

### Ère suédoise de la Liberté, de 1718 à 1772
En 1718, alors que le souverain suédois était élu par les États, la prétendante au trône est contrainte de renoncer à plusieurs de ses pouvoirs. En 1720, son successeur n'a été couronné qu'après avoir accepté le premier texte constitutionnel moderne marquant le début de l'ère de la Liberté, qui perdurera jusqu’en 1772. La Constitution établissait la soumission du roi à ses prérogatives et à la volonté du Parlement, devant lequel — et devant lui seul — les sénateurs, membres du gouvernement, étaient responsables. La Constitution contraignait par ailleurs le roi à respecter le choix de la majorité parlementaire en ce qui concernait la nomination et la révocation des sénateurs et à partir de 1738 le Parlement exerce même directement ce pouvoir. Les assemblées d'États siégeaient à intervalles réguliers, conformément à un véritable règlement. Le système politique était marqué par un bipartisme opposant « parti des bonnets » et « parti des chapeaux », avec une alternance régulière de l’un ou de l'autre au gouvernement. La figure du chef du gouvernement se dessina petit à petit au travers de la fonction de président de la Chancellerie, et les pouvoirs du roi furent progressivement réduits au même niveau que ceux, actuels, de la royauté britannique. Ce régime particulièrement moderne et novateur fut aboli en 1772 par un coup d’État orchestré par le nouveau roi, dans le cadre de la Révolution, marquant un retour à la monarchie absolue.

### Parlementarisme britannique, fondement théorique
[style à vérifier]

## Monocamérisme et bicamérisme

Les systèmes parlementaires dans le monde en 2024.
Pays ayant un parlement bicaméral
Pays ayant un parlement monocaméral
Pays n'ayant pas de parlement
Autre

### Monocamérisme
Le monocamérisme est un système à une seule Chambre parlementaire. Il fut longtemps considéré comme la marque d’un régime authentiquement républicain, bien qu’il y ait aussi plusieurs royaumes comme la Nouvelle-Zélande, le Danemark et la Suède, qui aient aboli la chambre haute de leur parlement pour créer une législature monocamérale. Cette unique chambre, élue au suffrage universel direct dans les régimes représentatifs, est généralement au centre du fonctionnement constitutionnel d’un régime parlementaire. Des États caractéristiques du recours à ce système, comme la Suède, la Tunisie, le Danemark et le Portugal, la Chine ou encore la Mongolie, sont des États unitaires ayant opté pour une faible décentralisation.

### Bicamérisme
Le bicamérisme est lui, au contraire, un système d’organisation politique qui divise le parlement en deux chambres distinctes : une chambre haute et une chambre basse ou, dans le cas français, une première chambre et une seconde. Ce système a pour objectif de modérer l'action de la chambre basse ou première chambre, élue au suffrage direct donc représentant directement le peuple, en soumettant toutes ses décisions à l'examen de la chambre haute ou seconde chambre, généralement élue au suffrage indirect et ayant tendance, comme en France ou au Royaume-Uni, à avoir une composition politique nettement plus stable et conservatrice.
Les États ayant opté pour le bicamérisme l’ont généralement fait en fonction des caractéristiques de l’organisation de leur territoire. Ainsi l’Espagne et l’Italie, ainsi que récemment la Belgique, disposent-elles d’une chambre haute destinée à représenter au niveau national les intérêts de leurs puissantes régions, tandis que la France dispose d'un Sénat dont les membres sont élus par des représentants de ses nombreuses collectivités territoriales. Dans le cas d’États fédéraux, le bicamérisme revêt un caractère essentiel : en Allemagne, le Conseil fédéral est composé de représentants des différents gouvernements locaux des États fédérés (de 3 à 6 représentants en fonction du poids démographique de l’État), tandis que les sujets fédéraux de la fédération de Russie sont représentés au Conseil de la fédération, à raison de deux conseillers par sujet. Des exceptions existent cependant : ainsi l’Ukraine, État fortement décentralisé a-t-elle opté pour un système monocaméral.
Les rapports entre les deux chambres divergent d’un pays à un autre : ainsi en France et en Allemagne, la chambre élue au suffrage direct l’emporte systématiquement en matière décisionnelle sur la chambre représentant les territoires, tandis qu’en Italie, les deux chambres ont des pouvoirs strictement équivalents. Chaque État a ainsi son propre régime parlementaire, dont le fonctionnement dépend en partie de son organisation territoriale et des choix constitutionnels de représentation des citoyens. La question même des contre-pouvoirs au Parlement lui-même se pose lorsque l’on est en présence d’un régime monocaméral ou bicaméral et après analyse des pouvoirs des deux chambres et des relations qu’elles entretiennent entre elles. Il n’y a donc pas un modèle de régime parlementaire monocaméral, pas plus qu’il n’y en a un de régime bicaméral.
Les deux seuls états au monde à ne pas avoir de Parlement, début 2016, sont l'Arabie saoudite et le Vatican, deux monarchies absolues de droit divin.

## Monisme et dualisme
On distingue en droit constitutionnel le parlementarisme dualiste ou orléaniste du parlementarisme moniste : Le parlementarisme moniste se définit par le fait que le gouvernement n'est responsable politiquement que devant le Parlement, que ce soit face aux deux chambres, comme en Italie ou sous la IIIe République, ou la chambre basse seule, telles l'Espagne ou la Pologne, et non devant le chef de l'État.
À l'inverse, dans le cadre d'un régime parlementaire dualiste, le gouvernement est responsable politiquement à la fois devant le Parlement et devant le chef de l’État. C'est le cas de la Lituanie, où le gouvernement est tenu de démissionner dès l'élection du Parlement ou du Président de la République. Le Portugal a opté pour un système mixte. La règle est que le gouvernement est responsable uniquement devant le Parlement, mais la Constitution prévoit qu’il puisse être révoqué par le Président si cela s'avère nécessaire pour le bon fonctionnement des institutions démocratiques.

### Le régime moniste
Sous un régime parlementaire moniste ou classique, le chef de l’État ne joue un rôle politique que très minime, son statut est avant tout honorifique et il est principalement le symbole et le garant de l’unité nationale.
Le gouvernement n’est responsable que devant le Parlement (d’où le nom de parlementarisme moniste) et le chef du gouvernement ne peut être révoqué par le chef de l’État, même si dans certains pays, le pouvoir de nomination est formellement dans ses mains.
Le parlementarisme moniste s’est imposé en Europe au cours du XIXe siècle et il constitue aujourd’hui le type de régime parlementaire de loin le plus répandu à travers le monde. Dans des pays comme la Grande-Bretagne, les Pays-Bas ou la Belgique, le passage d’un parlementarisme dualiste à un parlementarisme moniste s’est effectué au cours du XIXe siècle, sans troubles (excepté en Angleterre en 1834) et ce dernier s’est trouvé enraciné dans le système politique par l’introduction du suffrage universel ainsi que la transformation de nature et de rôle des partis politiques au début du XXe siècle notamment. Dans le même temps, l’évolution française vers un parlementarisme moniste est à la fois plus brutal et plus tardif : c’est à la suite de la crise du 16 mai 1877, soit vingt-neuf ans après l’adoption du suffrage universel masculin, que le régime moniste français si particulier est apparu, avec prépondérance et intangibilité du parlement, faible pouvoir et légitimité de l’exécutif. On le trouve aussi entre autres au Japon, en Inde, en Haïti et au Canada.
Au moment où les régimes parlementaires dualistes s’effacent et où les régimes parlementaires monistes se développent, Carré de Malberg fait une critique forte à l’encontre du régime dualiste et formule le vœu de voir s’établir un « dualisme des fonctions » associé à un « monisme des responsabilités », un système où le gouvernement dont la nomination reviendrait au chef de l’État seul pourrait contrebalancer le pouvoir législatif.
La responsabilité politique du Gouvernement envers le Parlement peut s’exprimer de différentes manières :
- la motion de censure, qui est à l'initiative des Parlementaires, permet à ces derniers de se prononcer sur la politique du gouvernement. S’ils la désapprouvent, celui-ci est forcé de démissionner. Par cette procédure, l'Assemblée représentative va donc mettre en cause la responsabilité politique du gouvernement.
- la question de confiance est posée par le gouvernement directement à l’Assemblée. Par cette procédure il met sa responsabilité en jeu et sera contraint de démissionner en cas d’échec. En revanche une réussite peut permettre de mettre fin à un désaccord entre le gouvernement et les parlementaires ou aider à rassembler une majorité divisée au sein du Parlement.

Le parlementarisme moniste se manifeste également par un effacement du chef de l'État. Cet effacement peut même aller jusqu’à ne réserver au président qu’un rôle de représentation : il exerce alors une simple magistrature morale (comme au Canada, par exemple).

### Le régime dualiste
Le régime parlementaire dualiste était initialement le seul régime parlementaire pratiqué. Apparu dans des monarchies européennes, en Angleterre (de 1792 à 1834), en France (de 1830 à 1848) et en Belgique (à partir de 1831), il marque une étape majeure entre l’absolutisme royal et la souveraineté du peuple.
Dans les royautés, l’effondrement de la légitimité royale en faveur de celle du gouvernement (en Angleterre notamment à partir du début du XIXe siècle), entraîne une transformation des régimes, mais alors que le monisme semblait se généraliser au sein des régimes parlementaires où le chef de l’État ne jouait de plus en plus qu’un rôle formel dans l’exercice des pouvoirs, la France, sous la Cinquième République montre un retour au dualisme par la pratique. En effet, si la Constitution n'affirme que la responsabilité du Gouvernement devant le Parlement et instaure un régime moniste, en pratique, le Gouvernement est également responsable devant le président de la République ; la plupart des démissions du Gouvernement se faisant sous l'impulsion du chef de l'État. Jacques Chirac, en août 1976 et Manuel Valls, en décembre 2016, sont les seuls chefs du Gouvernement à avoir démissionné sans l'intervention du président de la République.
Dans un régime parlementaire dualiste, le gouvernement est à la fois responsable devant le parlement et devant un chef de l’État actif, héritier de l’ancien monarque absolu (devenu roi du peuple ou président). Cette responsabilité de l’exécutif devant le législatif se fonde sur le principe d’égalité et de collaboration des pouvoirs, et, comme l’écrivit Auguste Burdeau à propos de la monarchie de Juillet de 1830 à 1848, sous un « régime parlementaire authentique » (autrement dit dualiste), « le Parlement et le Roi [constituent] des forces sensiblement égales ».
La théorie dualiste repose sur deux postulats :
- la possibilité d’une égalité entre les pouvoirs ;
- le fait que cette égalité soit réalisable à l’aide d’un jeu équilibré entre responsabilité ministérielle et droit de dissolution.

## Monocéphalisme et bicéphalisme
Dans les régimes parlementaires, le monocéphalisme est un mode d'organisation du pouvoir exécutif dans lequel les compétences attribuées à l'organe exécutif sont exercées par le parlement lui-même ou par le gouvernement. Le bicéphalisme, au contraire, voit les compétences attribuées à l'organe exécutif exercées par le chef de l’État et le gouvernement.

### Régime d'assemblée
Le régime d'assemblée est une dérive du régime parlementaire. Dans ce régime, une assemblée unique exerce seule la souveraineté au nom de la nation. Le pouvoir exécutif n'est que son commis, nommé et révoqué à volonté, auquel elle peut donner des ordres. Ce régime doit être caractérisé par une confusion des pouvoirs au profit du législatif et ne doit pas seulement être un déséquilibre des pouvoirs.
Ainsi, la constitution jacobine du 24 juin 1793, jamais appliquée, établit un régime d'assemblée dans lequel l'assemblée représentant le peuple, le Corps législatif, se voit attribuer la totalité des pouvoirs : exécutif, législatif et judiciaire. Un Conseil exécutif de vingt-quatre membres est chargé de faire exécuter les décisions du Corps mais dépend entièrement de ce dernier.
Au contraire, les IIIe et IVe Républiques françaises sont des régimes parlementaires qui sont seulement déséquilibrés au profit du législatif. L'exécutif conservait tout de même une certaine indépendance et un certain pouvoir (en particulier en raison de la pratique des décrets-lois). La primauté du Parlement sous la IIIe se manifeste par l'absence de dissolution mise à part celle de Mac-Mahon.

### Régime semi-présidentiel
Dans le cas d'un régime parlementaire dualiste et bicéphale et lorsque le chef d'État est élu au suffrage universel direct, on parle de régime semi-présidentiel selon la catégorie de régime politique théorisée par le juriste français Maurice Duverger. Cela regrouperait notamment les régimes de l’Allemagne de 1919 à 1933, de la Finlande jusqu'à la révision constitutionnelle de 2000, de la France sous la Cinquième République, de l’Islande, de l’Irlande, de l’Autriche, du Portugal, de certains pays européens sortis de la Guerre froide dans les années 1990 et de plusieurs pays d'Afrique.
Les divergences pratiques entre les régimes concernés sont tellement grandes, cependant, que cette typologie a été critiquée sur les points suivants :
- La notion retient principalement le critère de l’élection du chef d’État, alors que les régimes concernés sont d’abord des régimes parlementaires en raison de la responsabilité gouvernementale.
- Ces régimes ne constituent pas une catégorie homogène, puisque sont regroupés :
  - des régimes où le chef d’État, bien qu’élu au suffrage universel direct, n’a qu’un pouvoir limité, principalement de représentation (Irlande, Islande, Autriche), et qui fonctionnent comme des régimes parlementaires monistes ;
  - des régimes où le chef d’État élu a des prérogatives significatives et n’est pas effacé (France sous la Cinquième République hors cohabitations, Allemagne sous la république de Weimar, Portugal sous la constitution de 1976, Finlande jusqu’en 2000).

Le régime semi-présidentiel serait donc une variante du régime parlementaire. Certains universitaires comme Marie-Anne Cohendet (professeur de droit constitutionnel à l'Université Paris 1 Panthéon-Sorbonne), lui préfèrent le terme de « régime parlementaire bi-représentatif », la représentation ayant lieu à la fois par le chef du gouvernement et par le chef de l’État. D’autres constitutionnalistes, comme Jean Gicquel, Jean-Louis Quermonne ou encore Olivier Duhamel, ont également critiqué cette doctrine. En ce qui concerne la France après 1962 hors cohabitation, on parle aussi de « régime parlementaire présidentialisé » ou de « lecture présidentielle de la Constitution ».

## Relations entre le parlement et le gouvernement

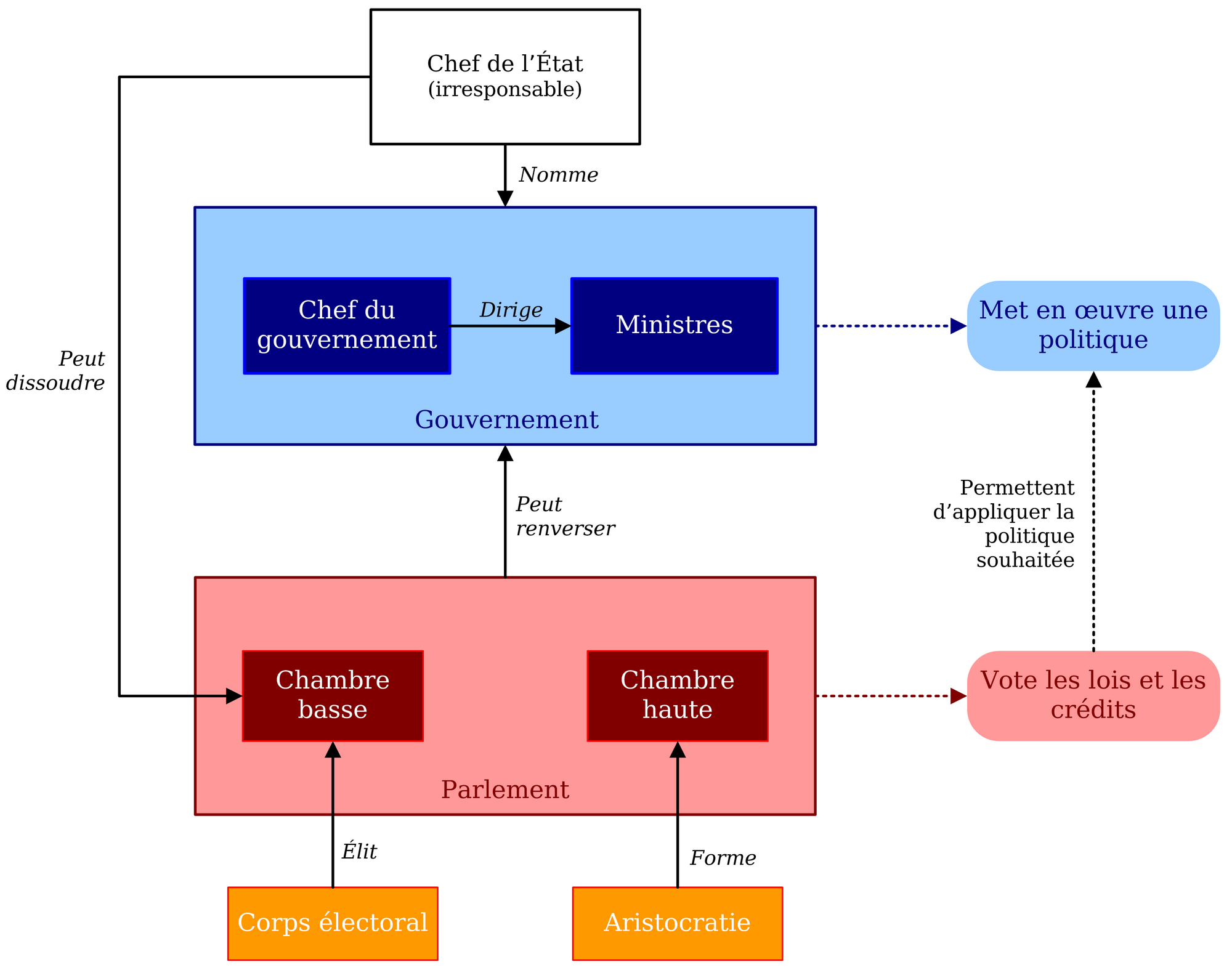
La théorie du régime parlementaire.

Les relations qu’entretiennent les deux pouvoirs entre eux varient fortement d’un régime parlementaire à un autre. Si dans un régime présidentiel, comme celui des États-Unis, Parlement et chef de l’État sont totalement indépendants l’un de l’autre, il en va différemment dans les régimes parlementaires. Le gouvernement, responsable devant le Parlement, peut être renversé par ce dernier, ou par l’une de ses chambres dans le cas d’un régime bicaméral, dans des conditions différentes en fonction du pays. Le Parlement peut ainsi destituer le gouvernement au moyen d’une motion de censure déposée à l’initiative de parlementaires et approuvée par une majorité, absolue ou qualifiée, de ceux-ci. Les conditions relatives au recours à la motion de censure varient fortement d’un pays à un autre. Ainsi, en Italie, par exemple, les deux chambres peuvent renverser indépendamment le gouvernement, alors qu’en France seule l’Assemblée nationale, à savoir la chambre basse, a les moyens de le faire (du moins sous la Cinquième République, le Sénat ayant recouru à ce droit pour renverser le gouvernement Blum sous la Troisième République). En Allemagne les conditions sont plus restrictives : le Bundestag ne peut censurer le gouvernement que si la majorité approuvant la censure est prête à gouverner et s’est mise d’accord sur l’investiture d’un nouveau chef de gouvernement. Le gouvernement lui-même peut engager sa responsabilité devant les membres du parlement en recourant à la question de confiance, qui permettra à la, ou aux chambres de renouveler leur confiance envers le gouvernement en place ou de le renverser. Pareil phénomène a pu être récemment observé lorsque le Sénat italien a refusé sa confiance au gouvernement de Romano Prodi, qui a dû être remanié.
Concernant la dissolution, les choses sont également très différentes d’un État à un autre. En France, le président de la République, qui bénéficie de pouvoirs étendus, peut dissoudre l’Assemblée nationale sans restrictions. Néanmoins, aux termes de l’article 12 de la constitution de 1958, il ne peut être procédé à une nouvelle dissolution dans l'année qui suit les élections provoquées par une précédente dissolution. Le droit de dissolution est en principe conçu pour résoudre des crises politiques nationales. Il a été utilisé sous la Cinquième République par François Mitterrand, qui a dissous à deux reprises la chambre basse après ses deux élections en tant que chef de l’État pour disposer d’une majorité politique qui lui serait favorable ce qui semble logique, par contre Jacques Chirac a utilisé à tort ce droit de dissolution en 1997, qui plus est en engageant sa responsabilité : malgré la défaite de sa majorité parlementaire, il est resté en poste, la constitution ne prévoyant rien par rapport à ce genre de pratique, et a ainsi entraîné l’avènement de la troisième cohabitation. À noter que le chef de l’État reste malgré tout totalement irresponsable : aucune institution ne peut le destituer, bien que la constitution prévoit tout de même qu’il puisse être renvoyé « en cas de manquement à ses devoirs manifestement incompatible avec l'exercice de son mandat ». Ces ambiguïtés constitutionnelles, ainsi que la mise en place de l’élection du président au suffrage direct en 1962, ont peu à peu permis la dérive du régime parlementaire de la Cinquième République vers un système présidentialiste très instable au niveau de l’exercice du pouvoir.
Dans d’autres cas le Parlement ne peut être dissout par le chef de l’État, mais peut s’autocontrôler. Ainsi l’actuelle constitution suédoise prévoit-elle la dissolution automatique du Riksdag, chambre unique du Parlement, si celui-ci rejette quatre fois de suite l’investiture d’un gouvernement. En contrepartie l’investiture du chef du gouvernement relève de la responsabilité du Riksdag, tandis qu’en France, au Royaume-Uni ou en Italie, il est nommé par le chef de l’État avant de recevoir la confiance du Parlement. À ce titre, le droit de dissolution, lorsqu’il est accordé au chef de l’État, dépend grandement des limites dans lesquelles il peut être utilisé.

## Rôle des partis et formations politiques dans le fonctionnement d’un régime parlementaire
Les régimes parlementaires sont souvent fortement influencés par les forces politiques en présence dans l’enceinte de leur Parlement. En France, la Troisième République a longtemps été aux mains des opportunistes, frange modérée du républicanisme opposé au royalisme et au bonapartisme, avant qu’ils ne soient supplantés par les radicaux, qui ont dominé la vie politique française jusqu’à ce que les socialistes ne les devancent en 1936. Le même phénomène s’est reproduit de 1958 à 1973 lorsque les gaullistes ont accédé au pouvoir. Les chambres basses françaises ont toujours été fortement hétéroclites jusqu’en 1976, ou pour la première fois seuls quatre groupes politiques avaient pu être formés. Cet émiettement des forces politiques a en partie été responsable de la dérive des Troisième et – surtout – Quatrième Républiques vers des régimes d’assemblée, où la chambre basse détenait l’essentiel du pouvoir, renversant les gouvernements à un rythme effréné, au gré des revirements d'alliances des différents groupes parlementaires. L’instauration de la Cinquième République n’a dans un premier temps pas réduit cet émiettement, mais a peu à peu dérivé vers un régime présidentialiste favorable, sinon au bipartisme, au moins à la bipolarisation du paysage politique. Le clivage gauche/droite est ainsi devenu incontournable dès 1962, socialistes et communistes s’opposant continuellement aux gaullistes alliés aux centristes et à la droite libérale (qui se rassembleront plus tard au sein de l’UDF). Le déclin du Parti communiste et la formation d’un seul grand parti de droite, l’UMP, amenèrent finalement petit à petit le système politique français à évoluer vers le bipartisme, grandement influencé par l’élection du président de la République au suffrage universel direct.
Le bipartisme, en opposition au multipartisme, peut être un élément capital dans le fonctionnement d’autres régimes parlementaires, comme le Royaume-Uni où, depuis plus de 160 ans, la vie partisane repose sur les affrontements opposant Whigs et Tories au XIXe siècle, libéraux contre conservateurs par la suite, puis depuis l'après-guerre, travaillistes contre conservateurs. Le mode de scrutin a généralement un rôle important à jouer dans le nombre de formations politiques représentées au parlement. Ainsi le scrutin uninominal majoritaire à un tour utilisé par les britanniques a presque toujours permis une hégémonie du parti vainqueur en voix au détriment des autres, et en particulier des Démocrates libéraux, arrivant régulièrement en troisième position et se retrouvant toujours fortement sous-représentés à la Chambre des communes. Mais le mode de scrutin n’explique pas tout, comme en témoigne le très fort émiettement politique qui a persisté tout au long de la Troisième République française, qui utilisait presque systématiquement des modes de scrutin majoritaire uninominal à deux tours pour l’élection des députés.
Généralement les régimes parlementaires les plus stables sont ceux disposant non pas forcément d’un bipartisme, mais plutôt d’une bipolarisation de leurs forces politiques. La Suède est actuellement un parfait exemple de régime parlementaire combinant émiettement politique et bipolarisation : gauche sociale-démocrate alliée aux post-communistes et aux écologistes d’un côté, droite et centre-droit divisés entre 4 partis d’idéologies différentes de l’autre. Des phénomènes similaires peuvent être observés au Danemark et, dans une moindre mesure, en Norvège. Cette caractéristique permet une forte stabilité gouvernementale, tandis que les régimes parlementaires plus émiettés politiquement parlant, comme l’Italie, ont tendance à être nettement plus instables. Le nombre, le comportement et les alliances des différents partis joue ainsi un rôle essentiel dans la définition du caractère parlementariste d’un régime parlementaire.

## Liste d'États au régime parlementaire
- Républiques à régime présidentiel
- Républiques à régime présidentiel liées à un régime parlementaire
- Républiques à régime semi-présidentiel
- Républiques à régime parlementaire (république parlementaire)
- Républiques où la constitution n'accorde le droit à gouverner qu'à un parti unique ou un parti dominant (État communiste)

- Monarchies constitutionnelles dans lesquelles le monarque n'exerce que peu ou pas le pouvoir (le monarque a souvent une autorité constitutionnelle et morale élevée)
- Monarchies semi-constitutionnelles dans lesquelles le monarque exerce la majorité des pouvoirs, souvent avec un parlement disposant de faibles pouvoirs
- Monarchies absolues

- Dictatures militaires

- Autres systèmes (gouvernements provisoires)
- Pas de gouvernement

Liste non exhaustive :
En Europe :
- Régimes datant du XIXe siècle ou antérieurs :
  - Le Royaume-Uni (monarchie constitutionnelle) ; et régime parlementaire ;
  - Les Pays-Bas (monarchie constitutionnelle) ;
  - La Belgique (monarchie constitutionnelle) ;
  - La Bulgarie (régime parlementaire) ;
  - La Serbie (d'abord monarchie parlementaire (1903) ; aujourd'hui république parlementaire) ;
  - La Suède (monarchie constitutionnelle) ;
  - La Norvège (monarchie constitutionnelle - particularité : pas de droit de dissolution pendant de la responsabilité gouvernementale) ;
  - Le Danemark (monarchie constitutionnelle) ;
  - L'Islande (république parlementaire) ;
  - La Finlande (république parlementaire) ;
  - Le Luxembourg (monarchie constitutionnelle).

- Régimes postérieurs à la Seconde Guerre mondiale :
  - La France (république parlementaire à tendance présidentialiste) ;
  - L'Espagne (monarchie constitutionnelle) ;
  - L'Allemagne (république parlementaire) ;
  - L'Autriche (république parlementaire) ;
  - L'Italie (république parlementaire) ;
  - Le Portugal (république parlementaire à tendance présidentialiste) ;
  - La Grèce (république parlementaire) ;
  - La Pologne (république parlementaire à tendance présidentialiste) ;
  - La République tchèque (république parlementaire) ;
  - Malte (république parlementaire).

Ailleurs :
- Anciennes colonies britanniques, qui en ont repris le modèle :
  - Le Canada (monarchie constitutionnelle) ;
  - L'Australie (monarchie constitutionnelle) ;
  - La Nouvelle-Zélande (monarchie constitutionnelle) ;
  - L'Inde (république fédérale parlementaire) ;
  - Le Zimbabwe ;
  - Israël (tendance au régime d'assemblée).

- Autres :
  - Le Japon (monarchie constitutionnelle) ;
  - La Tunisie (tendance au régime d'assemblée) ;
  - Le Liban (république parlementaire) ;
  - L'Égypte (dictature militaire) ;
  - Le Togo (république parlementaire cachant une dictature autoritaire).

### France
La France a eu un régime parlementaire plusieurs fois dans son histoire constitutionnelle. On note ainsi :
- le parlementarisme en France connaît une ébauche à partir de la Restauration, puis avec la monarchie de Juillet ;
- les débuts de la IIIe République étaient parlementaires, de 1875 à 1877-1879 (crise du 16 mai 1877 qui s'achève en janvier 1879 avec la Constitution Grévy), où le régime devint un régime parlementaire à tendance d'assemblée (déséquilibre des pouvoirs au profit du législatif sans pour autant qu'il y ait confusion des pouvoirs) ;
- pour la IVe République, même tendance que sous la IIIe, quoique moins prononcée ;
- la Ve République fait aussi l'objet de divergences de qualifications. De 1958 à 1962, le régime était parlementaire. À partir de 1962, il y a eu conjonction de l'élection du Président de la République au suffrage universel direct (ce qui lui donne une légitimité plus importante que celle de toutes les autres institutions) avec une majorité législative favorable au Président. Dans la pratique, le Président devient alors le véritable chef de la majorité parlementaire aux dépens du Premier ministre. Cette lecture de la Constitution est de fait remise en cause sous les cohabitations (1986-1988 ; 1993-1995 ; 1997-2002), où l'on reprend une lecture de la Constitution plus proche des origines. On a donc :
  - en période de cohabitation, un régime parlementaire moniste, le gouvernement ne rendant compte qu'à l'Assemblée nationale. Le Président est toujours présent mais perd une grande partie de l'influence qu'il détient, de par la pratique de la Ve République, sur la politique intérieure.
  - en périodes de concordance, un régime parlementaire présidentialisé dualiste, puisque le président demande, dans la pratique, au premier ministre qu'il a nommé, de lui présenter préalablement sa démission (le gouvernement est donc responsable de fait devant le président)
    - on peut, en outre, s'interroger sur la responsabilité effective du gouvernement devant l'Assemblée Nationale puisque la procédure de la motion de censure est très lourde à réaliser ; elle requiert en effet la majorité absolue des députés (elle n'a abouti que deux fois sous la Ve République ; en 1962, à l'encontre du gouvernement Pompidou et en 2024, à l'encontre du gouvernement Barnier).

Maurice Duverger proposait de qualifier ce régime de régime semi-présidentiel, car il reprend à la fois les caractéristiques du régime parlementaire (responsabilité du gouvernement et dissolution) et du régime présidentiel (élection du Président au suffrage universel et Président chef du gouvernement). Cependant, cette position est beaucoup critiquée et est peu reçue par le reste de la doctrine (en réalité, selon la doctrine, tous les régimes semi-présidentiels décrits par Duverger sont des particularités du régime parlementaire : les régimes parlementaires dualistes) ; les caractéristiques les plus importantes ici sont bien celles de moyens de révocabilité mutuels entre le législatif et l'exécutif, ce qui fait bien de la Ve République un régime parlementaire. Pour prendre en compte la prise de pouvoir du Président sur le gouvernement, il faut cependant qualifier le régime de régime parlementaire présidentialisé ou à correctif présidentiel (en référence au présidentialisme à la française).